# جوریس سیلوس (ورزشکار)
جوریس سیلوس (روسی: Силов, Юрий Викентьевич؛ ۳۰ اوت ۱۹۵۰ – ۲۸ سپتامبر ۲۰۱۸) ورزشکار دو و میدانی اهل اتحاد جماهیر شوروی سوسیالیستی بود.
وی در مسابقات کشوری و بین‌المللی در مجموع برندهٔ ۳ مدال طلا، ۲ مدال نقره، ۱ مدال برنز شده‌است.